# 沈時來
沈時來（1561年—1606年），字君大，號石樓，直隸松江府華亭縣人，明朝政治人物。

## 生平
萬曆十六年（1588年）戊子科應天鄉試舉人。萬曆二十年（1592年）壬辰科三甲第六名進士，通政司觀政，六月授行人司行人，二十五年八月与户部主事王天合主考雲南乡试，三十年二月行取，授浙江道御史，巡视西城，三十三年巡按直隶，十月巡按江西，三十四年卒。

## 家族
曾祖父沈世隆；祖父沈服采，嘉靖四年乙酉科舉人；父親沈鳳毛。